# Master of Monsters
Master of Monsters é um jogo eletrônico lançado originalmente para Mega Drive, e teve uma sequência para Playstation. Basicamente, você é um feiticeiro que comanda criaturas mitológicas para tentar destruir outro feiticeiro que também controla criaturas num mapa. A forma de jogo lembra um pouco o jogo de miniaturas Mage Knight. O maior atrativo do game é que as criaturas comandadas podem evoluir (antecipando em muitos anos a série Pokémon).
Master of Monsters é fonte de inspiração para o jogo The Battle for Wesnoth.